# Pottendorf
Pottendorf là một thị trấn ở huyện Baden trong bang Niederösterreich ở nước Áo. Đô thị này có diện tích 39,81 km², dân số năm 2001 là 6064 người.